# Fausta Morganti
Fausta Simona Morganti, née le 20 août 1944 et morte le 2 février 2021, est une femme politique de Saint-Marin. Elle est capitaine-régente de Saint-Marin du 1er avril au 1er octobre 2005 avec Filippo Tamagnini.